# Sân bay Milano-Linate
Sân bay Milano-Linate (IATA: LIN, ICAO: LIML) là một trong 2 sân bay chính của Milano, Italia cùng với Sân bay quốc tế Malpensa. Do vị trí gần Milano hơn sơ với sân bay Malpensa, sân bay này chủ yếu dành cho các chuyến bay ngắn và nội địa. Năm 2006, sân bay này đã phục vụ 9,6 triệu lượt khách. Tên gọi lấy theo ngôi làng nhỏ nơi sân bay này tọa lạc, ở thị xã Peschiera Borromeo. Tên thật của sân bay này là "Sân bay Enrico Forlanini", theo tên nhà phát minh và nhà tiên phong ngành hàng không sinh ở Milano.
Nó đã được xây gần bên Idroscalo của Milano vào thập niên 1930 khi Sân bay Taliedo (cách biên giới với Milano 1 km về phía nam), nó được xây lại hoàn toàn thập niên 1950 và xây lại một lần nữa vào thập niên 1980.
Sân bay lớn hơn của Milano là Sân bay quốc tế Malpensa (IATA: MXP, ICAO: LIMC). Sân bay lớn thứ ba của vùng đô thị Đại Milano là Orio al Serio, nằm cách Bergamo 1 km về phía đông, 42 km về phía đông của Milano.

## Các hãng hàng không và các tuyến điểm
- Aer Lingus (Dublin)
- Air France (Paris-Charles de Gaulle)
- Alitalia (Amsterdam, Barcelona, Bari, Brindisi, Brussels, Cagliari, Catania, Frankfurt, Lamezia Terme, London-Heathrow, Madrid, Naples, Palermo, Paris-Charles de Gaulle, Reggio Calabria, Rome-Fiumicino)
  - operated by Alitalia Express (Bari, Catania, London-Heathrow, Napoli, Palermo, Rome-Fiumicino)
- Austrian Airlines
  - operated by Austrian Arrows (Vienna)
- British Airways (London-Heathrow)
- easyJet (London-Gatwick, Paris-Orly)
- Iberia Airlines (Madrid)
- KLM (Amsterdam)
- Lufthansa (Frankfurt)
- Meridiana (Cagliari, Catania, Naples, Olbia, Palermo, Paris-Charles de Gaulle, Rome-Fiumicino)
- Scandinavian Airlines System (Copenhagen, Stockholm-Arlanda)
- TAP Portugal (Lisbon)